# 7 Card Stud

Weergave van een spel 7 card stud.

7 Card Stud is een variant van het poker. Het verschilt echter veel van bekendere pokervarianten zoals Texas Hold 'em en Omaha High, want 7 Card Stud is een vorm van stud poker, terwijl Texas hold 'em en Omaha voorbeelden van community poker zijn.

## De regels
Het spel wordt meestal 'limit' gespeeld: de inzetten zijn beperkt en worden vooraf bepaald. In 7-stud wordt vanaf de 5de kaart (vijfde straat) de limiet vaak verhoogd. Meestal betekent 'limit' ook dat het aantal raises beperkt wordt (over het algemeen 4 keer de bet). Ten slotte is het over het algemeen ook toegestaan om de waarde van de bet te verdubbelen als er een paar ligt bij de open kaarten (waarbij ieders open kaarten apart worden bekeken).
Voordat de spelers hun kaarten krijgen moet iedere speler de ante (een gedeelte van de pot) inleggen. De spelers krijgen twee dichte kaarten en één open kaart. De laagste open kaart bepaalt welke speler begint, hij legt automatische de bring-in - vaak de helft van een "full bet" - of kiest ervoor direct een volledige bet te maken. Als meerdere spelers dezelfde lage kaart hebben, geldt de rang van de kleuren (hoogste is schoppen, gevolgd door harten, ruiten en klaver). Dan komt de biedronde in gang, net zo lang tot iedereen gecalld of gepast heeft.
Daarna krijgt iedere speler een eigen open kaart, de vierde straat, die dus alleen voor hem geldt. Dat is ook het grote verschil met community poker zoals Texas hold 'em, waarbij de open kaarten voor iedereen gelden. Degene met de hoogste open combinatie op tafel begint de nieuwe biedronde. Hij kan checken of inzetten, waarna de volgende speler aan de beurt is om te checken, callen, raisen enzovoort.
Na deze ronde komen nog twee open kaarten voor iedere speler, de zogenaamde vijfde en zesde straat. Ook hier begint de speler met de hoogste combinatie op tafel weer als eerste. Na de zesde straat krijgt iedere speler ten slotte nog de river, een dichte kaart voor iedere speler. Dan begint dezelfde speler als bij de zesde straat (aangezien er geen open kaart is gekomen en de volgorde van sterkste open hand dus niet kan zijn verbeterd) weer met inzetten. De spelers die uiteindelijk overblijven laten elkaar hun hand zien. De speler met de hoogste combinatie wint daarna de hele pot.

## Poker Baseball
Poker Baseball is een variant op 7 Card Stud. Het wordt vrijwel alleen gespeeld in huiselijke kring. Het spelverloop van Poker Baseball is exact hetzelfde als dat van 7 Card Stud, alleen hebben enkele kaarten speciale regels.
- Elke 3 en elke 9 geldt als een wild card (of: joker). Deze mogen worden gebruikt als elke kaart die de speler op dat moment het beste uitkomt. Heeft een speler bijvoorbeeld 6♣ 7♦ 3♥ 9♠ 10♥ in zijn bezit, dan telt de 3♥  als een 8 om een straight te maken. Heeft een speler 6♣ 6♦ 10♥ 10♠ 9♥ in zijn bezit, dan telt de 9♥ als een 10 om een full house te maken, etc.
- Na elke open 4 die een speler ontvangt (in praktijk dus iedere 4 behalve als die tot de twee gesloten kaarten van de beginhand behoort), krijgt hij de volgende kaart gesloten (lees: net als twee van de drie beginkaarten niet zichtbaar voor de tegenstanders).

Wat betreft handwaardes en inzetrondes gelden verder dezelfde regels als in 7 Card Stud.